# Aladár Petz
Aladár Petz (Petz Aladár en hongrois ; Aladár von Petz en allemand ; parfois Aladár de Petz en français et en anglais) (1888-1956) est un chirurgien et professeur hongrois. Il est mondialement célèbre pour être à l'origine de la pince mécanique anastomotique gastro-intestinale Petz (1921).

## Biographie
Son père, Lajos Petz, participa comme directeur de l'hôpital de Győr (de 1884 à 1922) à la création de son premier département de chirurgie, hôpital complètement modernisé et rouvert en 1895. Lajos Petz, membre de la Chambre Haute, est anobli par l'empereur François-Joseph en 1913. Aladár Petz passe sa jeunesse à Győr puis est diplômé de médecine de l'Université catholique Péter Pázmány de Budapest. Il y travaille à partir de 1911 au sein du premier département de médecine interne puis à partir de septembre 1913 jusqu'en 1919 dans le premier département de chirurgie tenu par le professeur Dollinger. Il est chirurgien militaire pendant trois ans sur les fronts de Bosnie et d'Italie durant la Première Guerre mondiale. Il est promu assistant du professeur du deuxième département de chirurgie en 1919 et y reste jusqu'à sa nomination à l'été 1922, à l'âge de 34 ans, comme directeur de l'Hôpital de La Trinité de Győr à la suite de son père et chef de son département de chirurgie.
Il avait déjà à cette époque créé son "instrument de suture gastro-intestinale" qui le rendit célèbre à travers le monde.
Hümér Hültl (hu), autre professeur et chirurgien hongrois, avait inventé en 1907 la première machine de suture gastro-intestinale avec des clamps en métal. Petz en élimine tous les inconvénients, l'allège, utilise l'alliage maillechort et crée l’agrafeuse Petz. Elle doit être remplie à chaque fois avec des agrafes par une infirmière (les appareils d'aujourd'hui sont pour la plupart jetables et préchargées). Il la teste sur des chiens puis sur des estomacs de cadavres et la présente en 1921 au VIII Congrès de la Société Hongroise de Chirurgie, société dont il sera élu président en 1936. Le professeur Hültl est présent. Il écoute attentivement la présentation puis vient s’asseoir auprès de Petz, prend l'instrument, l'observe puis l'essai sur son étui à lunettes en cuir et conclu : "C'est mieux." Après cela il stoppa la production de son propre instrument.
La Petz est produite à partir de 1923 à Tuttlingen par Aesculap pendant plus de 80 ans et utilisée à travers le monde. La Petz est considérée comme la précurseur des agrafeuses mécaniques modernes.

« L'idée découlait de la nécessité qu'ont les chirurgiens d'ouvrir le  tube digestif avec sa lumière fortement septique, risquant ainsi une péritonite associée à une mortalité augmentée. »

— Aladár Petz
Aladár Petz dessine également dès 1922 des plans d'extension de l'hôpital de Győr, plans qui voient le jour entre 1925 et 1928, faisant passer le nombre de lits de 320 à 700. Des nouveaux pavillons sont ainsi créés et d'éminent spécialistes sont appelés à la tête des différents départements. Considéré comme un ennemi par le Parti communiste hongrois au pouvoir après la Seconde Guerre mondiale, il est démis de son poste de directeur en 1950 mais reste chef du département de Chirurgie. Dévoué entièrement à son hôpital, à sa ville de Győr et dédiant toute son énergie à l'amélioration de l'héritage de son père, il meurt le 27 février 1956 à l'âge de 68 ans.

## Hommage
- Hôpital Petz de Győr (nommé ainsi en 1991), l'un des plus importants CHU de Hongrie.

## Sources
- Oláh A., Dézsi C.A., Aladár Petz (1888–1956) and His World-Renowned Invention: The Gastric Stapler, Dig Surg 2002;19:393–399 (DOI 10.1159/000065837), sur Karger, Medical and Scientific Publishers pdf : biographie, photos
- Petz sur le site du groupe B. Braun
- Oláh A., Aladár Petz, the inventor of the modern surgical staplers, Surgery. 2008 Jan;143(1):146-7